# Christoph Nebgen
Christoph Nebgen (* 1975 in Bad Ems) ist ein deutscher katholischer Kirchenhistoriker und Mitglied der Akademie der Wissenschaften und der Literatur.

## Leben
Christoph Nebgen besuchte das Mons-Tabor-Gymnasium in Montabaur und studierte von 1996 bis 2001 katholische Theologie, Geschichtswissenschaft und Pädagogik in Mainz, wo er 2001 das erste Staatsexamen für Lehramt an Gymnasien mit der Arbeit Anselm Eckart, ein Brasilienmissionar aus Mainz ablegte. Seit 1997 war er wissenschaftliche Hilfskraft (ab 2001 mit Abschluss) in der Abteilung für Mittlere und Neuere Kirchengeschichte und im DFG-Projekt Jesuitenmissionare, wo er von 2003 bis 2006 wissenschaftlicher Mitarbeiter war. Von 2002 bis 2003 hatte er für 12 Monate einen Forschungs- und Studienaufenthalt als Stipendiat des DAAD an der Pontificia Università Gregoriana in Rom. In Archiven forschte er 6 Monate lang von 2005 bis 2006 in Venezuela, Kolumbien und Chile als Stipendiat des Stipendienwerks Lateinamerika-Deutschland (ICALA).
Von 2006 bis 2014 war er wissenschaftlicher Mitarbeiter an der Abteilung für Mittlere und Neuere Kirchengeschichte der Johannes Gutenberg-Universität Mainz, von 2014 bis 2018 Mitarbeiter am Institut für Mainzer Kirchengeschichte. Im Sommersemester 2006 wurde er in Mainz zum Dr. theol. promoviert (Doktorvater Johannes Meier), im Jahr 2013 habilitierte er sich im Fach Mittlere und Neuere Kirchengeschichte und wurde zum Privatdozenten an der Katholisch-Theologischen Fakultät der Johannes Gutenberg-Universität ernannt. Im Oktober 2018 wurde er zum Universitätsprofessor (W2) für Kirchen- und Theologiegeschichte an der Universität des Saarlandes ernannt. Er ist Mitglied des Verwaltungsrates der Gesellschaft für mittelrheinische Kirchengeschichte und Schriftleiter für das Bistum Mainz beim Archiv für mittelrheinische Kirchengeschichte. Seine Forschungsschwerpunkte umfassen die „weltweite“ Kirchengeschichte, die Christliche Religions- und Kulturgeschichte, die Ordensgeschichte (vor allem Jesuiten und Franziskaner) und die Diözesangeschichte Mainz.
2022 wurde Christoph Nebgen auf die Professur für Kirchengeschichte des Fachbereichs 07 – Katholische Theologie an der Johann Wolfgang Goethe-Universität Frankfurt am Main berufen. Seine Antrittsvorlesung dort hielt er am 21. Juni 2023.
Im Januar 2025 wurde er als Mitglied in die Akademie der Wissenschaften und der Literatur zu Mainz aufgenommen.
Der Martin Behaim-Preis des Fördervereins der Forschungsstiftung für Europäische Überseegeschichte für die Dissertation wurde ihm 2007 verliehen. Im März 2007 hatte er für einen Monat ein Forschungsstipendium an der Escuela de Estudios Hispano-Americanos in Sevilla.

## Schriften
- Missionarsberufungen nach Übersee in drei deutschen Provinzen der Gesellschaft Jesu im 17. und 18. Jahrhundert (= Jesuitica. Band 14). Schnell & Steiner, Regensburg 2007, ISBN 3-7954-1942-5 (zugleich Dissertation, Mainz 2005/2006).
- Jesuiten aus Zentraleuropa in Portugiesisch- und Spanisch-Amerika. Ein bio-bibliographisches Handbuch mit einem Überblick über das außereuropäische Wirken der Gesellschaft Jesu in der frühen Neuzeit, Band 3 Neugranada (1618–1771). Aschendorff, Münster 2008, ISBN 978-3-402-11788-0.
- Konfessionelle Differenzerfahrungen. Reiseberichte vom Rhein (1648–1815) (= Ancien Régime, Aufklärung und Revolution. Band 40). De Gruyter/Oldenbourg, Berlin/Boston/München 2014, ISBN 3-11-035159-5 (zugleich Habilitationsschrift, Mainz 2012).
- als Herausgeber: Die Zeit ist ein Bote Gottes. Der heilige Peter Faber SJ und sein Wirken in Mainz (= Mainzer Perspektiven. Aus der Geschichte des Bistums. Band 7). Echter, Würzburg 2014, ISBN 978-3-429-03723-9.
- als Herausgeber mit Claus Arnold: Lebensbilder aus dem Bistum Mainz. Band 1. Elf Porträts. Echter, Würzburg 2016, ISBN 978-3-934450-64-6.
- als Herausgeber mit Claus Arnold: Lebensbilder aus dem Bistum Mainz. Band 2. Vierzehn Porträts. Echter, Würzburg 2017, ISBN 978-3-429-04470-1.
- als Herausgeber mit Annegret Langenhorst und Veit Straßner: Die Stimme erheben. Studien zur Kirchengeschichte Lateinamerikas und der Karibik (FS J. Meier). Wiesbaden 2018

- als Herausgeber mit Ursula Olschewski: Kirchenaufbau und Ordensleben, Seelsorge, Bildung und Frömmigkeit. Beiträge zur Geschichte des Christentums in Westfalen und benachbarten Landschaften (FS J. Meier). Münster 2018
- als Herausgeber mit Anna Conrad und Alexander Maier: Bildung als Aufklärung. Historisch-anthropologische Perspektiven. Göttingen 2020

## Mitgliedschaften
- Akademie der Wissenschaften und der Literatur Mainz
- Gesellschaft für Mittelrheinische Kirchengeschichte
- Görres-Gesellschaft
- Internationales Institut für missionswissenschaftliche Forschungen (IIMF)
- Jesuitica e. V.
- Gesellschaft zur Herausgabe des Corpus Catholicorum
- Geschichtsverein der Diözese Rottenburg-Stuttgart
- Caspar Olevian-Gesellschaft Trier
- Arbeitskreis für historische Kulturlandschaftsforschung in Mitteleuropa (ARKUM)
- Société internationale d'études jésuites
- Deutsche Gesellschaft für die Erforschung des 18. Jahrhunderts
- Forschungszentrum für Historische Geisteswissenschaften (Goethe-Universität)
- Mitglied im Kuratorium von ICALA - Stipendienwerk Lateinamerika-Deutschland (seit September 2023)
- Scientific Board des Projekts „Digital Indipetae Database“ am Institute for Advanced Jesuit Studies Boston College
- Mitantragsteller des DFG-Netzwerks "Grenzgänger im „Paraquarischen Blumengarten“. Jesuiten zentraleuropäischer Provenienz und die Reduktionen Paraguays im 17. und 18. Jahrhundert (2022–2025)